# ویبریون
ویبریون (انگلیسی: Vibrion) به هر میکروارگانیسم گفته می‌شود به خصوص میکروارگانیسم بیماریزا در نظریه میکروبی بیماری‌ها. همچنین به باکتری‌های با شکل خمیده ویبریون گفته می‌شود.
گروه ویبریوها (Vibrio) باکتری‌هایی هستند گرم منفی و دارای مژک.